# ハドソン (航空機)

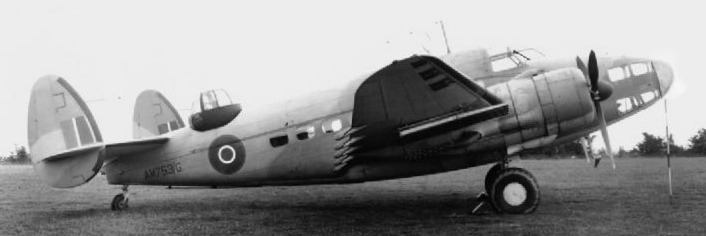
イギリス空軍で運用されるハドソン Mk.V

ハドソン（Hudson）は、第二次世界大戦時にアメリカのロッキード社で製造された哨戒・爆撃機である。

## 概要
アブロ・アンソンの後継機としてイギリス空軍の要求に従い、ロッキード社がL-14 スーパーエレクトラ旅客機をもとに開発した。これはロッキード社にとって初の大型航空機製造契約となり、イギリス空軍からの当初の受注200機は、同社のこれまでの受注よりもはるかに多かった。生産1号機は1938年12月10日に初飛行に成功した。
　のちにアメリカ陸軍航空軍（名称：A-28/29）やアメリカ海軍（名称：PBO）でも沿岸哨戒機として使用した。また、オーストラリア、ニュージーランド、カナダ、中華民国にも輸出された。

## イギリスでの運用
1939年2月までに、イギリス空軍にハドソン機の納入が始まった。当時、アメリカ合衆国は中立国であったため、初期型の航空機はカナダとアメリカの国境まで飛行し、着陸させた後、トラクターか馬に牽引されて国境を越えてカナダに入り、その後、カナダ空軍（RCAF）の飛行場まで飛行し、そこで解体されて「繭状輸送」され、甲板積荷としてリバプールまで船で輸送された。ハドソン機はボルトン・ポール式背面銃塔なしで納入され、イギリス到着後に取り付けられた。
同年5月にスコットランドのルーカーズ空軍基地(RAF_Leuchars)の第224飛行隊
（2２4 Squadron）に配備された。9月の戦争勃発までに、78機が運用されていた。
1939年5月から沿岸航空隊に配備され、偵察や哨戒任務に就いた。特に対潜哨戒任務を得意としており対Uボート作戦に従事した。
1941年8月21日、沿岸防備隊のハドソン1機が北大西洋でUボートを激しく攻撃したためUボートは浮上して降伏した。
1941年8月27日、アイスランドのカルダザルネース（Kaldaðarnes）を拠点とするイギリス空軍第269飛行隊（269 Squadron）所属のハドソン機が、ドイツの潜水艦 U-570を爆雷によって損傷を与えた。これにより潜水艦の乗組員は白旗を掲げて降伏し、ハドソン機は海軍艦艇を拿捕するという異例の快挙をあげた。潜水艦はその後カタリナに交代して監視され、イギリス海軍の艦艇により曳航された。
また1940年2月15日北海にてドイツ海軍の補給艦「アルトマルク」を発見し、アルトマルク号事件のきっかけを作ったり、戦艦「ビスマルク」の追撃戦にも参加している。
1939年10月8日、ユトランド沖でイギリス空軍第224飛行隊所属のハドソンはイギリスを拠点とする連合軍の航空機として初めて敵機（ドルニエDo18飛行艇）と交戦し墜落に至らしめた（それ以前の1939年9月20日のアーヘン上空でのフェアリーの戦い、および1939年9月26日の海軍航空隊のブラックバーン・スカウスによる撃墜は、フランスまたは航空母艦に所属する航空機によるもの）。

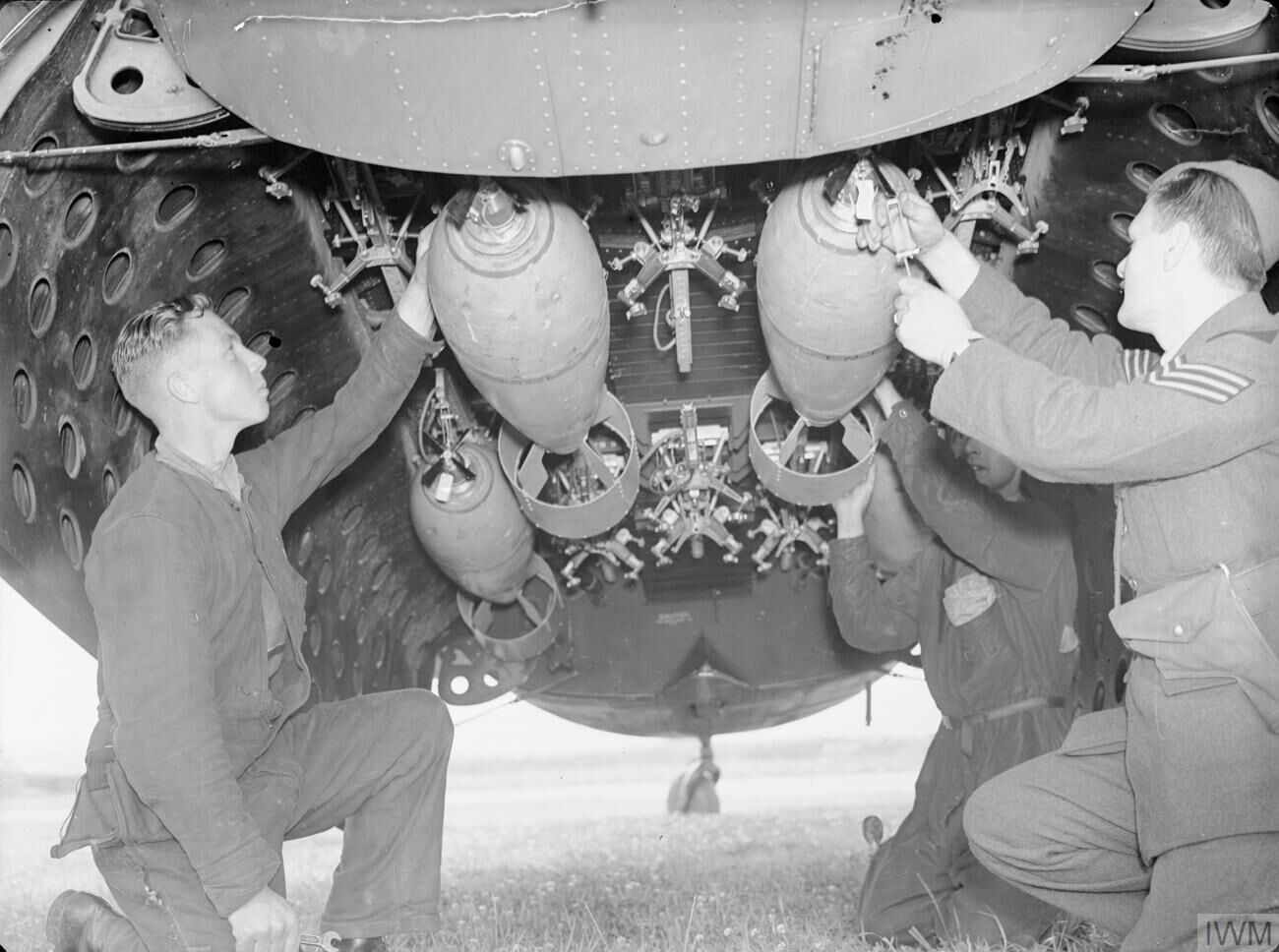
ルーカーズ基地 224 飛行隊機に爆弾を積載する

1943年頃から、前線での任務はビッカース ウェリントンや、より高性能なコンソリデーテッド B-24 リベレーターと交替したが、武装を外して輸送機や救難機として終戦まで運用された。また一部は、ナチス占領地への工作員の輸送業務にも携わった。
また、マレー半島やオーストラリアに配備された機体は太平洋戦争にて日本軍と交戦しており、中でもマレー作戦中に日本軍がコタバルに上陸した後、オーストラリア空軍第1飛行隊(en:No._1_Squadron_RAAF)のハドソン機が太平洋戦争で攻撃を行なった最初の連合軍航空機となり、真珠湾攻撃の1時間前、現地時間12月8日午前1時18分にコタバル沖で輸送船「淡路山丸」を爆撃し放棄に至らしめた。。

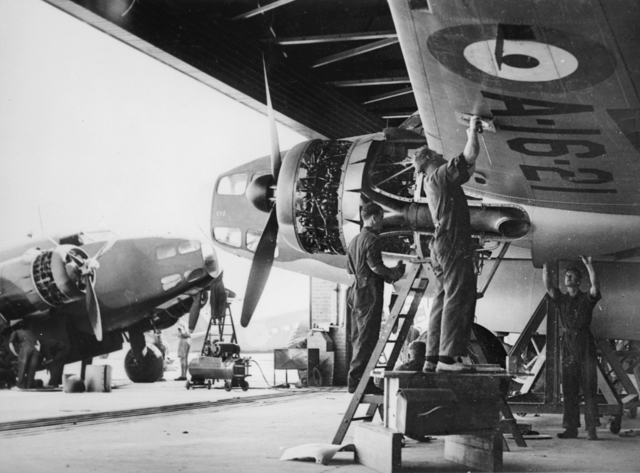
オーストラリア空軍リッチモンド基地で整備中の第1飛行隊所属のハドソン. 右側の機体が淡路山丸を攻撃したジョンロックウッド中尉機

一部は南方作戦時に大日本帝国陸軍により鹵獲され陸軍航空審査部などで調査され、のちには映画『加藤隼戦闘隊』の撮影にP-40 ウォーホークやF2A バッファローともども使用（出演）されている。また、飛行第81戦隊は、鹵獲したハドソンを九七式司令部偵察機から一〇〇式司令部偵察機への機種転換訓練に使用し、成果をあげている。
日本海軍のエース坂井三郎の著書『大空のサムライ』の記述に、1942年7月22日にオーストラリア空軍No.35Sqn.(第32飛行隊)のハドソン(コードA16-201)と対峙してこれを撃墜したが、敵は勇敢で前方固定機銃を持って立ち向かってくる戦法に戸惑ったとされる。坂井は機長であるウォーレン・F・コワン少尉以下、本機のクルーを1997年（平成9年）にオーストラリアの国防相へ「コワンとその搭乗員たちは充分に勇敢であり表彰されるべきである」とたたえて書簡を送ったが、拒絶されてしまった。
しかし、2024年8月20日にアデレードの政府庁舎で、故ウォーレン・フランク・コーワン士官パイロットとローリー・エドウィン・シェアード軍曹の遺族に勇敢勲章が授与された。

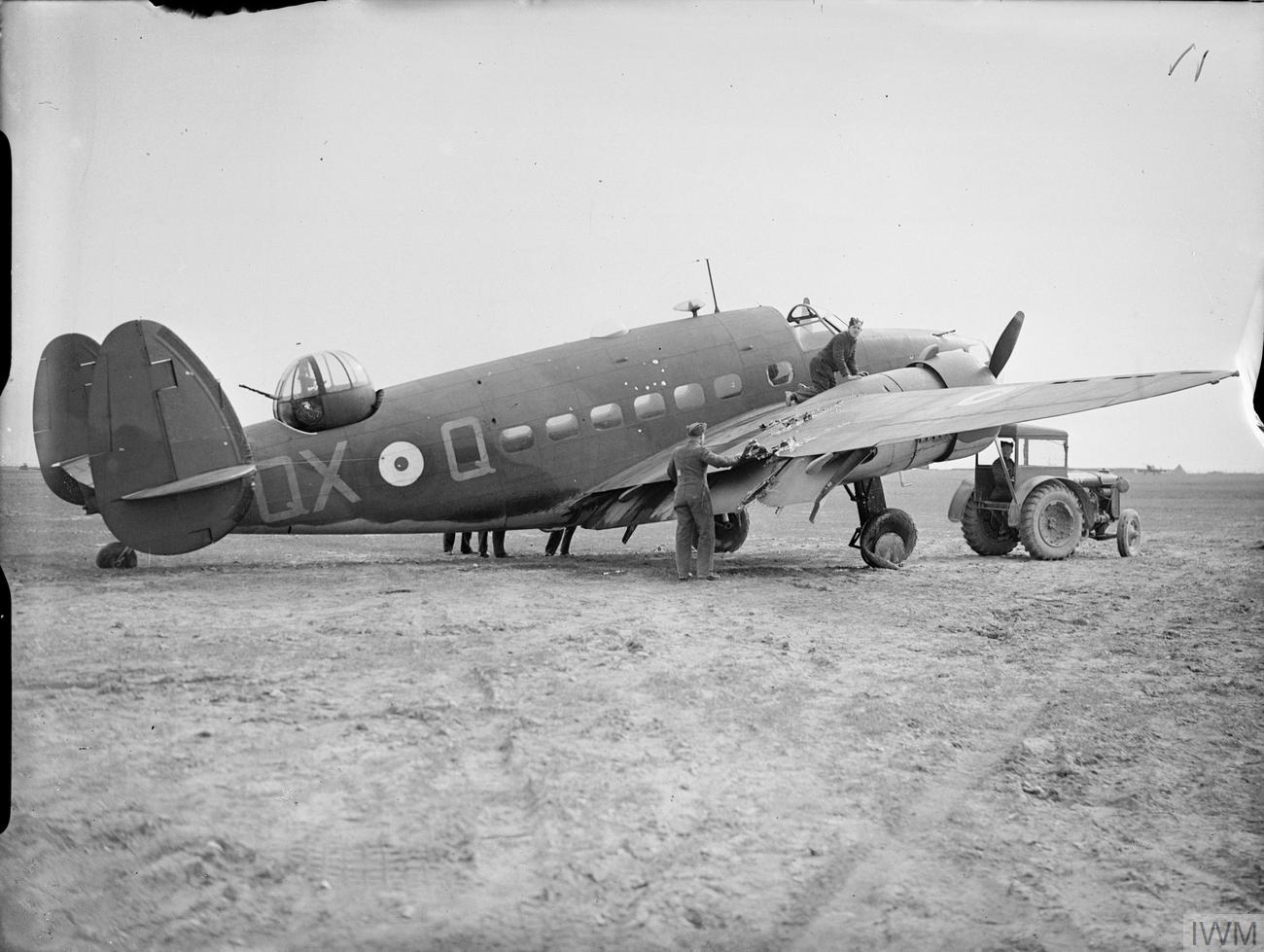
友軍の誤射の調査を受けるイギリス空軍ウィック基地所属224飛行隊のハドソン N7264, タイヤがパンクしている

## アメリカでの運用

### A-28・A-29

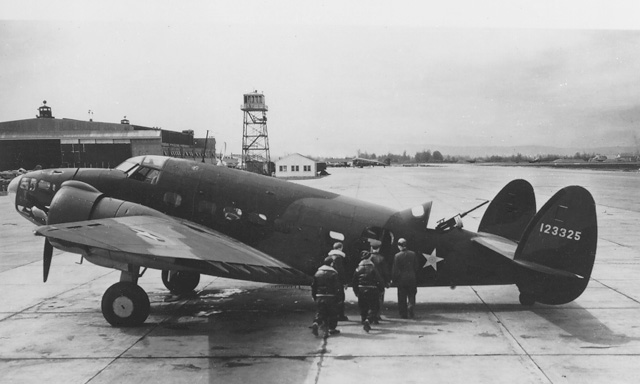
アメリカ陸軍で運用されるA-29

ハドソンは、1941年3月からレンドリース法の適用によってアメリカ陸軍がA-28として発注することになった。153機をアメリカ陸軍が沿岸哨戒用に使用した。

### AT-18
AT-18は、本機をアメリカ陸軍が高等練習機として転用した機体で、他の型と異なり最初から米陸軍向けとして発注された。
AT-18は旋回機関銃の銃塔を英国のボールトンポール社製から、自国製のマーチン社製に換装し、エンジンは1,200hpのライト R-1820-87を搭載した。
大型爆撃機乗員の射撃訓練や標的曳航に使用され、1942年から217機が生産された。また、銃塔を撤去し航法練習機とした機体はAT-18Aと称され、83機生産された。

### PBO-1
アメリカ陸軍が使用したA-29をわずかに20機だけ受領したアメリカ海軍での機体名。冬期には港湾施設の凍結に悩まされる哨戒飛行艇と違って、陸上の飛行場を使用する双発哨戒爆撃機の有用性を本機で認識した米海軍は、本格的な開発に乗り出すこととなり、PV-1が開発された。

## スペック
（ハドソン Mk.I）
- 全長：19.96m
- 全幅：14.33m
- 全高：4.80m
- 翼面積：51.19m2
- 自重：5,484kg
- 全備重量：7,938kg
- エンジン：ライト GR-1820-G102A 空冷星型9気筒 1,100hp×2
- 最大速度：357km/h（2,400m）
- 巡航速度：249km/h
- 上昇率：305m/min
- 実用上限高度：6,400m
- 航続距離：1,835km
- 武装
  - 爆弾 1,600lb(726kg)
  - 7.7mm機銃(旋回)×2
  - 7.7mm機銃(前方)×2
- 乗員：6名